# Instytut Historii Uniwersytetu Opolskiego
Instytut Historii Uniwersytetu Opolskiego (IH UO) – jednostka dydaktyczno-naukowa należąca do struktur Wydziału Nauk Społecznych Uniwersytetu Opolskiego. Dzieli się na 8 katedr i zakład. Posiada uprawnienia do nadawania stopni naukowych doktora i doktora habilitowanego oraz wnioskowania o nadanie tytułu naukowego profesora. Prowadzi działalność dydaktyczną i badawczą związaną z historią polityczną, społeczną i gospodarczą w jej poszczególnych epokach i różnych aspektach. Instytut oferuje studia na kierunku historia. Aktualnie w Instytucie prowadzi się wyłącznie zajęcia w trybie stacjonarnym. 
Na strukturę Instytutu Historii składają się obecnie 3 katedry, 1 zakład oraz 3 pracownie naukowe. Jego kadrę naukową tworzy 22 pracowników naukowo-dydaktycznych, w tym: 7 profesorów, 8 doktorów habilitowanych i 7 doktorów. Siedzibą instytutu jest gmach, mieszczący się przy ul. Strzelców Bytomskich 2, w którym ponadto mieści się Biblioteka Główna.
Instytut powstał jako jedna z pierwszych  jednostek Wyższej Szkoły Pedagogicznej w Opolu w 1971 roku, którego twórcami byli naukowcy przybyli w znacznej części z Uniwersytetu Wrocławskiego i Uniwersytetu Jagiellońskiego. Związanych z tym było wielu badaczy, m.in.: Alojzy Gembala, Aleksander Rombowski, Władysław Dziewulski. Pracownicy naukowi instytutu zajmowali też często najważniejsze stanowiska w hierarchii uniwersyteckiej – rektorów: Maurycy Horn (1966–1968), Stanisław Nicieja (1996–2002, 2005–2008, 2012–2016), Marek Masnyk (od 2016) oraz prorektorów: Alojzy Gembala (1956–1958), Jan Seredyka (1968–1972), Marek Masnyk (2005–2008, 2012–2016), wielokrotnie obejmowali też funkcję dziekanów na swoich wydziałach. Instytut początkowo afiliowany był przy Wydziale Filologiczno-Historycznym, od reorganizacji struktur uniwersyteckich w 1996 roku przy Wydziale Historyczno-Pedagogicznym (obecnie Wydział Nauk Społecznych).

## Historia
Instytut Historii UO jest jedną z najstarszych jednostek na opolskiej uczelni. W 1958 roku zaczęto na Wyższej Szkole Pedagogicznej wykładać historię, czemu służyć miało przekształcenie Wydziału Filologicznego w Wydział Historyczno-Filologiczny. Nowy kierunek funkcjonował jako sekcja tego wydziału, w ramach której działały trzy katedry: Historii Polski, Historii Powszechnej i Historii Śląska.
Wydział Filologiczno-Historyczny posiadał uprawnienia do nadawania stopnia doktora, a od 1974 roku doktora nauk humanistycznych w zakresie historii Polski.
W 1971 roku istniejącą na WSP sekcję historii przekształcono w instytut. Od powołania w 1994 roku Uniwersytetu Opolskiego Instytut Historii wchodzi w skład Wydziału Historyczno-Pedagogicznego (obecnie pod nazwą Wydział Nauk Społecznych) i posiada pełne prawa akademickie w nadawaniu stopni naukowych: doktora oraz doktora habilitowanego nauk humanistycznych w zakresie historii Polski i powszechnej oraz wszczynania procedury o nadanie tytułu naukowego profesora.

## Władze (2016–2020)
Dyrektor: dr hab. Tomasz Ciesielski, prof UO
Zastępca dyrektora ds nauki, współpracy z zagranicą i promocji: dr Magdalena Przysiężna-Pizarska
Zastępca dyrektora ds dydaktyki: dr Anna Gołębiowska

## Poczet dyrektorów
- 1971–1974: dr hab. Jan Seredyka
- 1975–1977: dr Adam Suchoński
- 1977–1979: dr hab. Jan Seredyka
- 1979–1981: prof. dr hab. Ignacy Pawłowski
- 1981–1982: prof. dr hab. Jan Kwak
- 1982–1984: prof. Edward Mendel
- 1984–1988: prof. dr hab. Włodzimierz Kaczorowski
- 1988–1990: prof. dr hab. Jan Seredyka
- 1990–1993: prof. dr hab. Jan Przewłocki
- 1993–1996: prof. dr hab. Stanisław Nicieja
- 1996–2005: prof. dr hab. Adam Suchoński
- 2005–2006: prof. dr hab. Leszek Kuberski
- 2006–2012: prof. dr hab. Anna Pobóg-Lenartowicz
- od 2012 r.: dr hab. Tomasz Ciesielski, prof. UO

## Kierunki kształcenia
Instytut kształci studentów na studiach pierwszego stopnia (licencjackich, 3-letnich). Do wyboru są następujące kierunki i specjalizacje:
- historia[11]
  - nauczycielska
  - archeologia
  - historia sztuki
  - archiwistyka i zarządzanie współczesną dokumentacją
- historia i teraźniejszość 40+[12]

Po ukończeniu studiów pierwszego stopnia ich absolwenci mogą kontynuować naukę na studiach drugiego stopnia (magisterskich uzupełniających, 2-letnich). Do wyboru mają oni następujące kierunki i specjalizacje:
- historia[13]
  - nauczycielska
  - regionalna dokumentacja archiwalno-archeologiczna
  - historia i zarządzanie dobrami kultury
  - dziedzictwo kulturowe Europy Środkowej
  - zarządzanie współczesną dokumentacją regionalną
- researching[14]
  - historyczna
  - muzykologiczna

Ponadto instytut prowadzi studia podyplomowe:
- w zakresie historii, przygotowujące merytorycznie do nauczania przedmiotu „historia” oraz „historia i kultura Niemiec”;
- informacja naukowa i bibliotekoznawstwo[16]

## Główne kierunki badań
- monastycyzm średniowieczny
- dzieje księstwa opolsko-raciborskiego
- studia nad hagiografią średniowieczną
- funkcjonowanie centralnych i terenowych struktur władzy w Rzeczypospolitej w XVI-XVIII wieku
- biografistyka najnowszych dziejów Polski, ze szczególnym uwzględnieniem środowisk polskich w Londynie i Galicji wschodniej
- dzieje Śląska w okresie międzywojennym i współczesne
- dydaktyka historii, ze szczególnym uwzględnieniem środków audiowizualnych oraz problematyki świadomości historycznej dzieci i młodzieży

## Struktura organizacyjna[17]

### Katedra historii powszechnej i Polski do końca XVIII w.
- kierownik: dr hab. Mariusz Sawicki, prof. UO
- pracownicy:
  - prof. dr hab. Anna Pobóg-Lenartowicz
  - dr hab. Marcin Böhm, prof. UO
  - dr hab. Magdalena Ujma, prof. UO
  - dr Joanna Porucznik

### Katedra historii powszechnej i Polski XIX w. i najnowszej
- pracownicy:
  - prof. dr hab. Marek Masnyk
  - dr hab. Adrianna Dawid, prof. UO
  - dr hab. Antoni Maziarz, prof. UO
  - dr hab. Mariusz Patelski, prof. UO
  - dr hab. Piotr Pałys

### Katedra dydaktyki, nauk wspomagających i popularyzacji historii
- pracownicy:
  - dr hab. Marek Białokur, prof. UO
  - prof. dr hab. Tomasz Ciesielski, prof. UO
  - dr Magdalena Przysiężna-Pizarska
  - dr Bartłomiej Janicki
  - dr Aleksandra Starczewska Wojnar
  - mgr Adam Wołoszyn

### Katedra historii kultury i sztuki
- kierownik: dr hab. Grzegorz Poźniak, prof. UO
- pracownicy:
  - dr hab. Kazimierz S. Ożóg, prof. UO
  - dr Marcin Pietrzak
  - dr Andrzej Prasał
  - mgr Ewelina Szendzielorz

### Katedra Muzykologii
- kierownik: dr hab. Franciszek Koenig, prof. UO
- pracownicy:
  - dr Gabriela Gacek
  - dr Mariusz Pucia
  - dr Gabriela Czurlok
  - mgr Karolina Pawlik

### Katedra Filozofii
- kierownik: dr hab. Grzegorz Francuz, prof. UO
- pracownicy:
  - prof. dr hab. Henryk Benisz
  - dr hab. Stanisław Kijaczko, prof. UO
  - dr hab. Anna Pietryga, prof UO
  - dr hab. Robert Sochacki, prof. UO
  - dr Piotr Leśniak

## Doktoratyhonoris causaUO przyznane z inicjatywy instytutu
Instytut Historii UO był inicjatorem przyznania czterech godności doktora honoris causa uczelni:
- 10 marca 2000: Janusz Tazbir
- 10 marca 1998: Ryszard Kaczorowski
- 10 marca 1998: Wojciech Kilar
- 17 maja 2001: Wojciech Wrzesiński
- 10 marca 2008: Władysław Bartoszewski
- 10 marca 2009: Henryk Samsonowicz
- 10 marca 2011: Lech Wałęsa
- 11 marca 2013: Daniel Olbrychski
- 10 marca 2017: Marceli Kosman
- 10 marca 2017: Tomasz Szarota